# 1590

## Родени
- 18 април – Ахмед I, Султан на Османската империя
- 12 май – Козимо II Медичи, велик херцог на Тоскана

## Починали
- Джанбатиста Бенедети, италиански учен
- 22 декември – Амброаз Паре, френски хирург